# Cinnamomum trintaense
Cinnamomum trintaense är en lagerväxtart som beskrevs av André Joseph Guillaume Henri Kostermans. Cinnamomum trintaense ingår i släktet Cinnamomum och familjen lagerväxter. Inga underarter finns listade i Catalogue of Life.